# ERO1LB
ERO1LB‏ (Endoplasmic reticulum oxidoreductase 1 beta) هوَ بروتين يُشَفر بواسطة جين ERO1LB في الإنسان.